# Paul Schoenfield
Pour les articles homonymes, voir Schoenfield.
Paul Schoenfield, né le 24 janvier 1947 à Détroit et mort le 29 avril 2024 à Jérusalem, est un compositeur américain. Il est réputé pour combiner musique populaire, traditionnelle et les formes de la musique classique.

## Carrière
Schoenfield prend des leçons de piano dès six ans et écrit sa première composition l'année suivante. Il suit l'enseignement de Julius Chajes, Ozan Marsh et Rudolf Serkin. Il est diplômé de l'Université Carnegie-Mellon et le titre de Doctor of Music Arts de l'Université de l'Arizona.
Schoenfield est d'abord concertiste, soliste et pianiste d'ensemble, notamment à Marlboro. Avec le violoniste Sergiu Luca, il enregistre l'intégrale des œuvres pour violon et de piano de Béla Bartók. Il donne la création de son concerto pour piano, intitulé Four Parables (Quatre Paraboles) avec le Toledo Symphony en 1983. Jeffrey Kahane enregistre l'œuvre en 1994 sous la direction de John Nelson et avec le New World Symphony. Également sur un disque Argo on trouve, Vaudeville, un concerto pour trompette piccolo de Schoenfield, joué par Wolfgang Basch, et Klezmer Rondos, un concerto pour flûte, baryton et orchestre, interprété par la flûtiste Carol Wincenc. Le critique Raymond Tuttle dit de ce disque : « une des meilleures expression de la vivacité de la musique nouvelle que j'ai entendu depuis longtemps », alors qu'il caractérise les Quatre Paraboles comme « niaiserie sauvage face à la crainte existentielle ».
Andreas Boyde en 1988 donne la première Européenne des Quatre Paraboles avec le symphonique de Dresde sous la direction de Jonathan Nott ; concert publié sur le label Athene Records en 1999. En 2008, l'œuvre est publiée sur un disque Black Box Classics avec le pianiste Andrew Russo, le Philharmonique de Prague, dirigé par JoAnn Falletta. Sur ce même disque, Russo avec le violoniste James Ehnes joue Four Souvenirs et le trio avec piano, l'une des œuvres les plus connues du compositeur, Café Music avec Ehnes et le violoncelliste, Edward Arron. Café Music est une commande du Saint Paul Chamber Orchestra. Il a été créé en janvier 1987, avec Schoenfield au piano.
En 1994, il reçoit le Cleveland Arts Prize et une soirée consacrée aux œuvres de Schoenfield, est présentée au Reinberger Hall par le compositeur au piano, le violoniste Lev Polyakin et d'autres membres de l'Orchestre de Cleveland. Robert Vernon, altiste solo de l'Orchestre de Cleveland, donne également la création de son concerto pour alto en 1998.
The Merchant and the Pauper, opéra en deux actes de Schoenfield, commande de l'Opéra de Saint-Louis est créé en 1999. Le livret est adapté d'un conte publié en 1809, du fondateur de la dynastie hassidique de Bratslav (en Ukraine), le rabbin Nahman de Bratslav (1772-1811), l'une des plus importantes personnalités de l'histoire du hassidisme, de la philosophie et de la tradition. 
Un cycle de mélodies, Camp Songs, commandé par l'ensemble Music of Remembrance (MOR) de Seattle. En 2003, il est finaliste du Prix Pulitzer. Le cycle de mélodies Ghetto Songs, commande du MOR, est enregistrée en 2009 pour le label Naxos.
En 2010, la sonate pour violon et piano de Schoenfield de est créée au Lincoln Center par la violoniste Cho-Liang Lin et Jon Kimura Parker au piano.
Schoenfield est Professeur de Composition à l'Université du Michigan. 
Il est également érudit du Talmud et des mathématiques.

## Œuvres
- Café Music, pour trio avec piano
- Quatre clips pour trio avec piano
- Vaudeville Concerto pour trompette piccolo et orchestre
- Quatre Paraboles pour piano et orchestre
- Klezmer Rondos, concerto pour flûte et orchestre
- Cinq jours dans la vie d'une psychose maniaco-dépressive pour piano à quatre mains
- Taschyag pour deux pianos
- D' vorah, oratorio
- The Merchant and the Pauper, opéra (1999)

## Discographie
- Four parables, Vaudeville, Klezmer rondos - Jeffrey Kahane, piano ; Wolfgang Basch, trompette piccolo ; Carol Wincenc, flûte ; The New World Symphony, dir. John Nelson (septembre 1992, Decca/Argo) (OCLC 30869087)
- Concerto pour alto ; Four motets ; The merchant and the pauper (extraits) - Robert Vernon, alto ; Orchestre symphonique de la radio de Berlin, dir. Yoel Levi (2000, Naxos) (OCLC 62484620)
- Musique de chambre : British folk songs, pour violoncelle et piano ; Sparks of glory - Nathaniel Rosen, violoncelle ; Paul Schoenfield, piano ; Henry Meyer, narrateur ; Juliette Kang, violon ; Laurence Liberson, clarinette ; Debra Fayroian, violoncelle ; Robert Conway, piano (juin 2001, Albany Records) (OCLC 818251568)
- Four Souvenirs, pour violon et piano et Café Music, trio avec piano - James Ehnes, violon ; Andrew Russo, piano ; Edward Arron, violoncelle (8 janvier 2007, Black Box) (OCLC 183330279)
- Camp Songs, Ghetto Songs - Angela Niederloh, Mezzo-soprano ; Erich Parce et Morgan Smith, Baryton ; Music of Remembrance ; Paul Schoenfield, Piano (18 novembre 2008, Naxos 8.559641) (OCLC 884882189)